# Rathaus Sandersleben

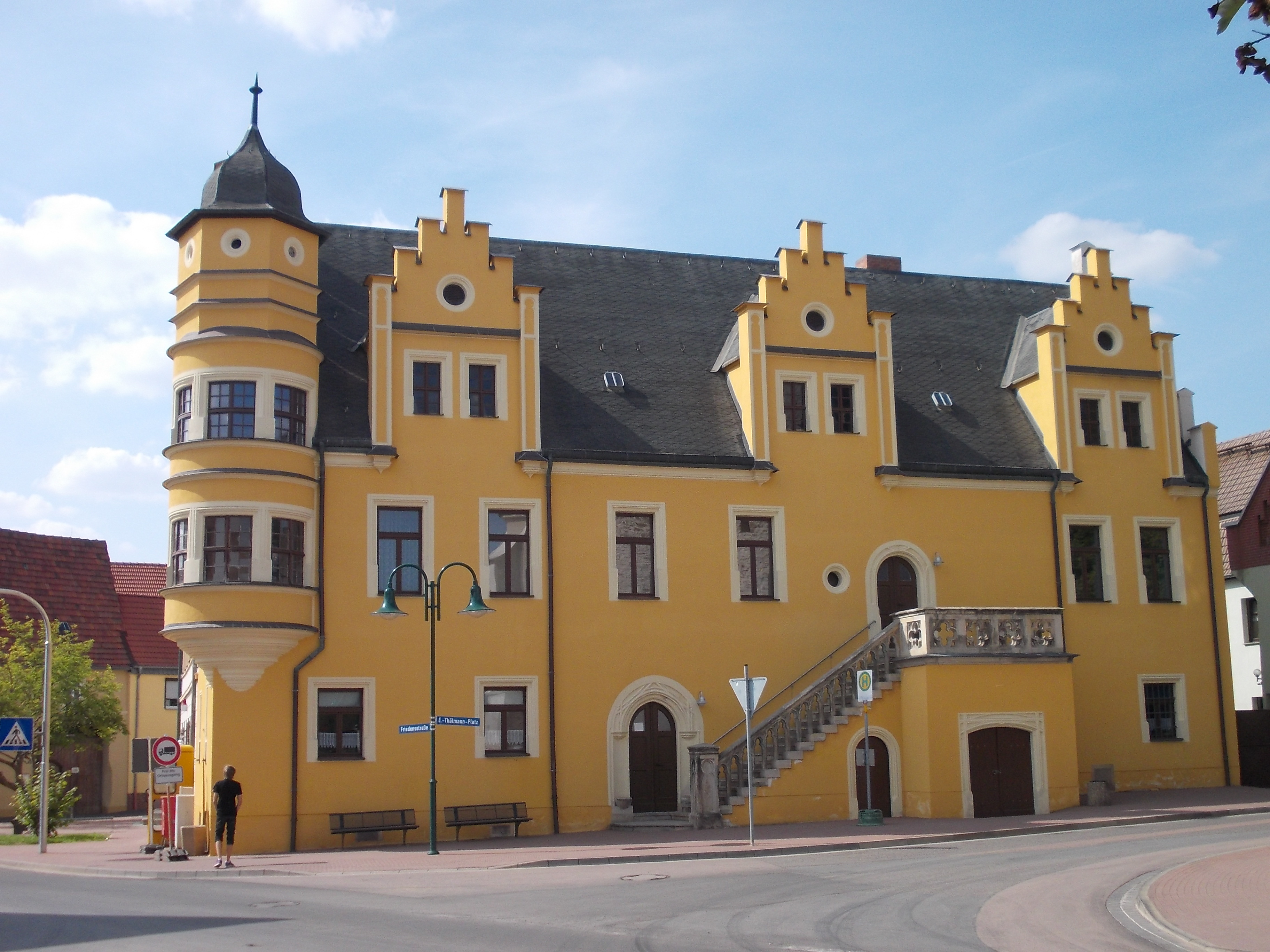
Rathaus Sandersleben

Das Rathaus in Sandersleben ist ein Baudenkmal in der Stadt Arnstein im Landkreis Mansfeld-Südharz in Sachsen-Anhalt.
Sandersleben ist heute Ortsteil von Arnstein, war aber bis zum Jahr 2010 eine Stadt. Dieses Privileg hatte der Ort Anfang des 14. Jahrhunderts erworben, ein neues Stadtprivileg wurde im Jahr 1497 nach einem verheerenden Stadtbrand notwendig.
In den Jahren 1556 bis 1559 entstand der Rathaus-Neubau. Bei diesem handelt es sich um einen typischen Renaissancebau. Das denkmalgeschützte Rathaus von Sandersleben wurde im Jahr 1853 grundlegend erneuert und um einen Flügel erweitert. So entstand ein vielgestaltiger Bau mit verschiedenen Fensterformen, Stabwerkportalen, einer Freitreppe, Zwerchgiebeln und Erker direkt westlich gegenüber der Kirche. Im Denkmalverzeichnis ist es mit der Nummer 094 66003 eingetragen.